# Candy Bauer
Candy Bauer (ur. 31 lipca 1986 w Zschopau) – niemiecki bobsleista, mistrz olimpijski, dwukrotny mistrz świata.

## Kariera
Pierwszy sukces w karierze Bauer osiągnął w 2015 roku, kiedy wspólnie z kolegami zdobył brązowy medal w czwórkach podczas mistrzostw Europy w La Plagne. Na rozgrywanych rok później mistrzostwach świata w Igls reprezentacja Niemiec w składzie: Francesco Friedrich, Candy Bauer, Gregor Bermbach i Thorsten Margis zdobyła srebrny medal w tej samej konkurencji. W zawodach Pucharu Świata zadebiutował 1 lutego 2015 roku w La Plagne, zajmując trzecie miejsce w czwórkach. W 2018 roku zadebiutował na w Pjongczangu, zdobywając złoto w czwórkach.